# Mumia Abu-Jamal
Mumia Abu-Jamal, all'anagrafe Wesley Cook (Filadelfia, 24 aprile 1954), è un attivista e giornalista statunitense, membro delle Pantere Nere, condannato a morte per l'omicidio nel 1981 del poliziotto di Filadelfia Daniel Faulkner; nel 2001, a seguito di un ricorso, il giudice, confermandone la colpevolezza, annullò però la sua condanna a morte a causa di alcuni vizi procedurali riscontrati durante la fase processuale in cui venne stabilita la pena nel primo processo; la pena è stata quindi commutata in ergastolo senza condizionale; in carcere divenne noto per i suoi scritti sul sistema giudiziario degli Stati Uniti; è diventato un simbolo della lotta contro la pena di morte e di chi sostiene che il sistema giudiziario statunitense sia falsato da pregiudizi razziali.

## Biografia
Nato come Wesley Cook, scelse il nome swahili di "Mumia" al liceo, sotto l'influenza di un insegnante d'origine keniota a cui poi aggiunse, alla nascita del suo primo figlio, "Abu-Jamal" (kunya che in arabo significa "padre di Jamal"). All'età di 14 anni, nel 1968, a Filadelfia, venne arrestato e malmenato per aver protestato contro un meeting del Partito Democratico e del candidato segregazionista alle elezioni presidenziali, George Wallace, ex governatore dell'Alabama.
Fra il 1968 e il 1970 prese parte al movimento di protesta delle Pantere Nere; durante gli anni settanta, dopo aver lasciato il movimento, divenne noto come giornalista radiofonico in alcune radio locali. Poco dopo fu schedato dall'FBI per aver voluto ribattezzare il suo liceo col nome di Malcolm X. Nel 1969 fu incaricato dell'informazione nella sezione di Filadelfia del partito delle Pantere Nere. L'FBI lo considerava come una delle persone «da sorvegliare e internare in caso d'allerta nazionale». Fu uno dei bersagli del COINTELPRO (un programma d'infiltrazione e di controspionaggio) di cui sarebbero stati vittime Leonard Peltier e altri membri delle Pantere Nere.
Divenuto giornalista radiofonico, premiato con numerosi riconoscimenti, Mumia era soprannominato «la voce dei senza-voce» per la sua critica della corruzione della polizia e dei dirigenti politici locali. Dopo il 1978 denunciò la violenta repressione che colpì la comunità MOVE e, nel 1981, seguì il processo contro il suo fondatore, John Africa, che fu infine prosciolto. Il sostegno di Mumia a MOVE esasperò i politici e la polizia di Filadelfia e gli valse il licenziamento da una delle stazioni radio dove lavorava. Per mantenere la sua famiglia, lavorò come tassista di notte.

### L'omicidio del poliziotto
Secondo anche il racconto dello stesso Mumia, la mattina del 9 dicembre 1981 il poliziotto Daniel Faulkner aveva fermato per una contravvenzione stradale l'auto guidata dal fratello di Mumia, William Cook; Mumia, che era alla guida del suo taxi, alla vista del fratello in difficoltà decise di fermarsi. La verità processuale ha poi accertato che William Cook aggredì l'agente Faulkner e che Mumia, dopo essere sceso dal taxi, sparò alla schiena dell'agente il quale, seppur ferito, riuscì a rispondere al fuoco, ferendo a sua volta Mumia; questi allora sparò ancora verso l'agente altre quattro volte, uccidendolo; poco dopo Mumia, ancora sul luogo del delitto, ferito e vicino all'arma che aveva sparato contro il poliziotto, venne arrestato dalla polizia di Filadelfia e portato in ospedale. Alcuni testimoni affermarono che mentre era in cura, Mumia confessò il delitto; le perizie della polizia appurarono che le pallottole che uccisero il poliziotto provenivano dall'arma detenuta da Mumia, un revolver calibro .38 che questi aveva comprato alcuni giorni prima e che venne trovata sul luogo del delitto. Tre persone testimoniarono di aver visto Mumia sparare all'agente che aveva fermato suo fratello.

### Il processo
Mumia contestò la ricostruzione dei fatti, asserendo che il 9 dicembre mentre era nel suo taxi, sentì degli spari e vide suo fratello in piedi per strada, barcollante e stordito; decise di scendere dal taxi per aiutarlo ma venne a sua volta colpito e picchiato da un agente di polizia; inoltre negò di aver sparato a Faulkner il quale, secondo la sua versione, venne ucciso da qualcun altro. Lui si dichiarò estraneo agli addebiti e, nonostante l'assenza di suoi precedenti giudiziari, un'inchiesta molto discussa (a livello delle perizie balistiche, dei rilievi di impronte, delle prove non effettuate etc.) portò alla sua imputazione e alla successiva comparizione davanti al tribunale di giustizia della Pennsylvania.
Nel luglio 1982 fu condannato alla pena di morte nonostante, secondo la difesa, diverse contraddizioni nelle prove a suo carico e violazioni dei suoi diritti. Nel giugno 1999 un sicario della mafia, Arnold Beverly, confessò a uno degli avvocati di Mumia di aver ucciso il poliziotto Faulkner, ma poi si decise di non usarlo per sostenere il suo appello del 1999 perché nessuno dei testimoni oculari aveva visto Beverly sulla scena del delitto e, nonostante una dichiarazione giurata del sicario, si ritenne che non sarebbe stato ritenuto credibile in tribunale.
A seguito della condanna per omicidio di primo grado, il 25 maggio 1983 venne condannato a morte. Nel 2001 il giudice distrettuale William Yohn annullò la condanna a morte a causa di incongruenze nel processo; il 17 marzo 2006 questo annullamento venne appellato dallo Stato della Pennsylvania e, il 17 maggio 2007, il tribunale rigettò la richiesta dell'accusa e nel 2008 quella della difesa che avrebbe voluto un nuovo processo a causa dei presunti pregiudizi razziali da parte della giuria. Nel 2011 l'accusa ha confermato la volontà di non procedere ulteriormente al fine di vedere riconfermata la pena di morte in quanto diversi testimoni erano morti e altri non volevano più testimoniare. La pena da scontare quindi è l'ergastolo senza possibilità di libertà condizionale.
Intorno al processo e alla condanna di Mumia si è creata una mobilitazione internazionale e Mumia è diventato un simbolo della lotta contro la pena di morte. L'8 ottobre del 2003 sono stati respinti gli ultimi ricorsi, rimandando la questione a livello federale, dove la sua pena avrebbe potuto essere commutata in ergastolo. Il 10 aprile 2012 ha rilasciato la prima intervista dalla prigione dopo 17 anni di isolamento al network televisivo Russia Today. Malato di diabete, Abu-Jamal è stato ricoverato prima in ospedale, poi nell'infermeria del carcere nel 2015, mentre un'ampia mobilitazione dell'opinione pubblica ha chiesto, già negli anni precedenti, al presidente Barack Obama di concedergli la grazia, visti i 34 anni di prigione già scontati e le condizioni precarie di salute. Per Mumia si sono battuti anche Silvia Baraldini, Noam Chomsky, Alice Walker e Angela Davis.

## Opere
- In diretta dal braccio della morte (Live from the Death Row, 1995)

## Influenza culturale

### Cinema
- Tutta la mia vita in prigione (In Prison My Whole Life, 2007, documentario diretto da Marc Evans)[12]

### Musica
- Il gruppo musicale Rage Against the Machine gli ha dedicato alcune canzoni come Freedom e Voice of the voiceless;
- il rapper di New York KRS-One gli ha dedicato la canzone Free Mumia.
- Il gruppo punk Anti-Flag ha dedicato una canzone al giornalista, all'interno dell'album Mobilize.
- Il gruppo rap Assalti Frontali lo ha citato nella canzone Banditi Nella Sala[13]
- L'artista musicale Immortal Technique lo cita molteplici volte nell'album Revolutionary Vol.2 ed in particolare nella traccia 12 dell'album intitolata Homeland & Hip-hop

## Onorificenze
- Mumia è inoltre cittadino onorario di altre 24 città nel mondo, tra cui Copenaghen, Montréal e Palermo. Nel 2005 la città di Saint-Denis ha deciso di intitolargli una via.